# Filipijnse fluiter
De Filipijnse fluiter (Pachycephala philippinensis) is een zangvogel uit de familie Pachycephalidae (dikkoppen en fluiters) die  alleen voorkomt in de Filipijnen.

## Ondersoorten
De Filipijnse fluiter heeft zeven ondersoorten:
- P. p. apoensis: Biliran, Dinagat, Leyte, Mindanao, Pujada en Samar
- P. p. basilanica: Basilan.
- P. p. boholensis: Bohol.
- P. p. fallax: Calayan.
- P. p. illex: Camiguin (Cagayan).
- P. p. philippinensis: Luzon en Catanduanes.
- P. p. siquijorensis: Siquijor.

## Status
De grootte van de populatie is niet gekwantificeerd maar de soort wordt omschreven als algemeen. Op de Rode lijst van de IUCN heeft deze soort de status niet bedreigd.